# Carl Delin
Carl Delin, född den 15 april 1865 i Dädesjö församling, Kronobergs län, död den 6 januari 1934 i Stockholm, var en svensk rättslärd.
Delin blev student vid Lunds universitet 1884. Han avlade filosofie kandidatexamen där 1888, filosofie licentiatexamen 1892 och promoverades till filosofie doktor 1893. Delin var docent i matematik i Lund 1893–1900 och, efter att ha avlagt juris utriusque kandidatexamen, docent där i romersk rätt 1905–1907. Han var docent och tillförordnad professor i romersk rätt vid Stockholms högskola 1907–1909 och ordinarie professor där 1909–1930. Bland Delins skrifter märks Om det romerska skiljemannainstitutets utveckling (1905), Om äkta och oäkta börd (1907) samt Om blodshämnden (1926). Han promoverades till juris hedersdoktor i Lund 1918. Delin blev riddare av Nordstjärneorden 1919.